# Пйотр Індик
Пйотр Індик - американський науковець, професор групи теорії обчислень в Лабораторії комп'ютерних наук та штучного інтелекту Массачусетського технологічного інституту.

## Навчання
Пйотр Індик отримав диплом магістра у Варшавському університеті в 1995 році, а ступінь доктора філософії (Ph.D.) в галузі комп'ютерних наук у Стенфордському університеті у 2000 році під керівництвом Раджева Мотвані.

## Наукова діяльність
У 2000 році Пйотр Індик почав працювати у Массачусетському технологічному інституті, де він у даний час займає посаду професора кафедри електротехніки та комп'ютерних наук.

### Дослідження
Дослідження Пйотра Індика спрямовані, насамперед, на багатовимірну обчислювальну геометрію, потокові алгоритми та теорію машинного навчання. Він зробив цілий ряд внесків до цих галузей, зокрема, при вивченні введень з низьким спотворенням, теорії алгоритмічного кодування та узгодження геометричних та комбінаторних моделей. Він також зробив внесок у теорію стиснутого пересилання. Його роботу з алгоритмами обчислення перетворення Фур'є з розподіленими спектрами швидшими, ніж в алгоритмі швидкого перетворення Фур'є, MIT Technology Review обрала до списку новітніх технологій «TR10 Top 10» у 2012 році.

## Нагороди та почесні звання
У 2000 році Пйотр Індик був удостоєний нагороди «Кращий студентський твір» на симпозіумі фундацій інформатики (FOCS). У 2002 році він отримав нагороду від Національного наукового фонду, а у 2003 році він отримав стипендію від Паккард фонду та стипендію Слоуна від Фонду Альфреда П. Слоуна.
У 2012 році він став співлауреатом премії Канеллакіса від Асоціації обчислювальної техніки за його роботу над хешуванням чутливим до розташування (Locality-sensitive hashing).
У 2013 році він був відзначений Фондом Саймонс. А у 2015 році Пйотра Індика було обрано членом Асоціації обчислювальної техніки «За внесок у багатовимірні геометричні обчислення, потокові алгоритми, алгоритми начерків та розподілене перетворення Фур'є».